# Goldielea Viaduct
Der Goldielea Viaduct ist eine ehemalige Eisenbahnbrücke nahe der Ortschaft Cargenbridge in der schottischen Council Area Dumfries and Galloway. 1971 wurde das Bauwerk in die schottischen Denkmallisten in der höchsten Kategorie A aufgenommen.

## Beschreibung
Die Brücke wurde am 7. November 1859 als Teil der Bahnstrecke Dumfries–Castle Douglas–Kirkcudbright eröffnet. Den Entwurf lieferte der Ingenieur John Miller junior. Nach Streckenschließung im Juni 1965 wurden die Gleise entfernt und der Viadukt ist seitdem ungenutzt.
Der Mauerwerksviadukt liegt rund zwei Kilometer südwestlich von Cargenbridge. Einen weiten Bogen beschreibend überspannt er mit 18 Rundbögen ein Tal. Sein Mauerwerk besteht aus roten, bossierten Steinquadern. Entlang der Pfeiler sind teilweise Pilaster geführt, die schließlich in Ausweichbuchten für Fußgänger auslaufen. Unterhalb der mit Natursteinkappen abschließenden Brüstungen verläuft ein Gurtgesims.